# Слюзовка (Семёновский район)
Слюзовка (укр. Слюзівка) — село,
Товстовский сельский совет,
Семёновский район,
Полтавская область,
Украина.
Код КОАТУУ — 5324587611. Население по переписи 2001 года составляло 84 человека.

## Географическое положение
Село Слюзовка находится на расстоянии в 2,5 км от сёл Новоселица, Толстое и Вольное.

## История
Село Слюзовка образовано после 1945 года слиянием поселений: Слезневка (Слизневка), хутор Горнаки и Самусевы хутора (Самосевка)